# Stazione di Verbania-Pallanza
Stazione di Verbania-Pallanza vasútállomás Olaszországban, Verbania településen.

## Vasútvonalak
Az állomást az alábbi vasútvonalak érintik:
- Domodossola–Milánó-vasútvonal

## Kapcsolódó állomások
A vasútállomáshoz az alábbi állomások vannak a legközelebb:
- Stazione di Mergozzo
- Stazione di Baveno